# Katy Saunders
Katy Louise Saunders (* 21. Juli 1984 in London) ist eine britisch-italienische Filmschauspielerin sowie Model.

## Leben
Katy Saunders wurde als Tochter eines britischen Vaters und einer kolumbianischen Mutter in London geboren. Sie kam jedoch bereits als Kind nach Italien, wo sie seit diesem Zeitpunkt in Rom lebt und dort die Englische Schule absolvierte. Noch vor ihrer Karriere als Schauspielerin studierte sie Wirtschaftswissenschaften an der Wirtschaftsuniversität Luigi Bocconi in Mailand.
Ihre Filmkarriere begann im Jahr 2002, als sie eine Nebenrolle in Michele Placidos Liebesfilm Un viaggio chiamato amore übernahm. Nur ein Jahr später, 2003, stand sie neben Hilary Duff in der Filmkomödie Popstar auf Umwegen vor der Kamera. In Die Borgias einem Filmdrama aus dem Jahr 2006 war Saunders als Giulia Farnese, die Geliebte von Papst Alexander VI. zu sehen. 
Im Jahr 2007 spielte sie, neben Hayden Christensen, Mischa Barton und Tim Roth, im Film Virgin Territory mit. Wie im Decameron suchen zehn junge Florentiner Zuflucht vor der Pest auf einer Burg. Doch entgegen der literarischen Vorlage des Mittelalters, welche sich auf das Erzählen von Geschichten beschränkt, haben die Protagonisten des Films Lust an Abenteuern, derben Späßen, Romantik und Schwertkämpfen. 
2009 war sie in Sisi, einem zweiteiligen Film über die bekannte österreichische Kaiserin, als deren ungarische Hofdame Ida Ferenczy zu sehen. Ferner verkörperte sie 2010 im Film Augustinus – Das Leben des heiligen Augustinus die Rolle der Lucilla, Nichte des Augustinus, dieser wird von Franco Nero dargestellt.
Neben ihrer Karriere als Schauspielerin überzeugte Saunders auch als Model, so unter anderem für The Foundation for AIDS Research (amfAR). Im Jahr 2008 war sie an der Seite von George Clooney in einem Werbespot für die Kaffeemarke Nespresso zu sehen.
Im Januar 2023 heiratete Saunders den Schauspieler Song Joong-ki. Im Juni 2023 brachte sie ihren gemeinsamen Sohn zur Welt.

## Filmografie
- 2002: Un viaggio chiamato amore
- 2003: Popstar auf Umwegen (The Lizzie McGuire Movie)
- 2004: Drei Meter über dem Himmel (Tre metri sopra il cielo)
- 2004: Law & Order (Folge 329 Coming Down Hard )
- 2005: Il grande Torino
- 2006: Die Borgias (Los Borgia)
- 2006: L'aria salata
- 2007: Ho voglia di te
- 2007: Silk
- 2007: Virgin Territory
- 2009: Sisi (Sisi)
- 2009–2010: Augustinus – Das Leben des heiligen Augustinus
- 2011: Non smettere di sognare
- 2011: Lucrezia Borgia
- 2013: Dritte Person
- 2014: Sapore di te
- 2014: #Illusion
- 2014: Kartenhaus (Musikvideo)
- 2018: Scorpion King: Das Buch der Seelen (The Scorpion King: Book of Souls)